# Kang Chul
Kang Chul (강철?, 姜喆?; Seul, 2 novembre 1971) è un ex calciatore sudcoreano, di ruolo difensore.